# Комитеты для разбора и призрения нищих
Комитеты для разбора и призрения нищих — организации созданные в Российской империи городах Санкт-Петербурге (1835 год) и Москве (1838 год). Первоначально были учреждены временно и притом не только для разбора и призрения (опеки) просящих милостыни, но и для изыскания мер к искоренению нищенства.

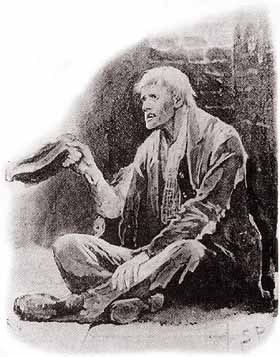
Просящий подаяние. 1891 год.

Полномочия их периодически возобновлялись, а в 1844 году существование Комитетов для разбора и призрения нищих было продлено впредь до особого распоряжения. В руководство петербургского Комитета даны были особые Высочайше утвержденные 6 июля 1837 года правила, в основу которых лег проект президента Попечительного о тюрьмах общества, князя В. С. Трубецкого; с этими правилами согласованы были и правила, преподанные московскому Комитету при основании его.
И столичный, и московский Комитеты для разбора и призрения нищих представляли собою учреждения, сформированные из добровольных благотворителей, но снабженные официальным характером. Президентом петербургского Комитета считается президент попечительного о тюрьмах общества, который избирает вице-президента, членов и сотрудников; вице-президент и члены Комитетов утверждаются Высочайшей властью; число членов не ограничено. Московский комитет состоял, под главным попечительством московского генерал-губернатора, из президента, вице-президента, 10 членов, сотрудников и агентов; последние содействовали Комитету в приискании мест и занятий лицам, принятым в заведование Комитета.
Президенты, вице-президенты, члены, сотрудники и агенты Комитетов для разбора и призрения нищих не получали вознаграждения, но им предоставлялись права государственной или общественной службы (смотря по правам состояния).
Комитеты для разбора и призрения нищих представляли собой коллегиальные установления, в которых дела решались большинством голосов. При обоих Комитетах были канцелярии, чины которых служили на общем основании; при канцелярии петербургского Комитета состояли еще два особых комиссара в качестве чиновников для исполнения всякого рода поручений.

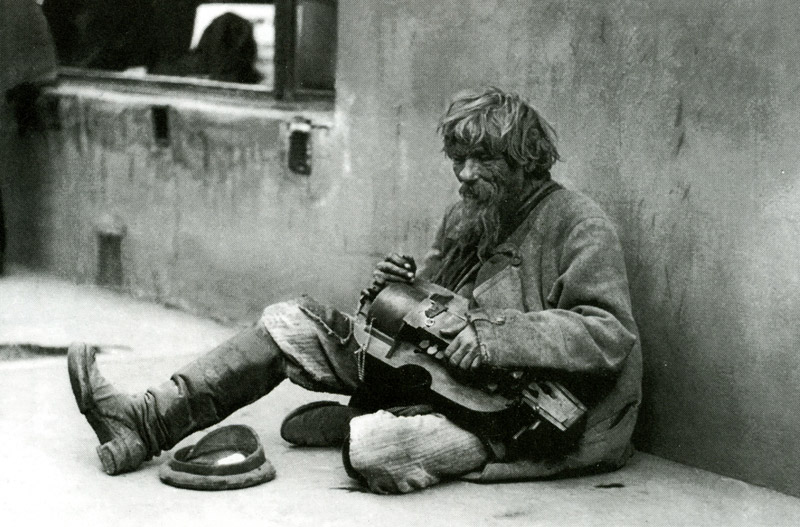
Нищий в Москве (1900-е)

Все нищие, задержанные в столицах полицией, подлежали разделению на две категории. В первую входили все те, «кои вовсе не имеют паспортов и никаких других видов»; с ними местное начальство обязано поступать на основании общих законов о бродяжничестве, все же прочие лица, задержанные в прошении милостыни, поступали в ведение Комитета для разбора и призрения нищих, который разделял их на 4 разряда. К первому разряду относились лица, впавшие в нищенство от стечения несчастных обстоятельств и неспособные снискивать пропитание личным трудом; ко второму — пришедшие в нищету от случайных причин, способные трудиться, но не нашедшие работы; к третьему — те, которые могли бы трудиться, но превратили прошение милостыни в профессию, и к четвертому — как бы временные нищие, вследствие болезни, просрочки паспортов, потери мест, поставленные в безвыходное положение. Нищие первого, второго и четвертого разряда подлежали лишь мерам призрения, нищие же третьего разряда считались виновными в преступном нищенстве и подлежали принудительному воздействию. В третий разряд обязательно включались нищие, в третий раз переданные в ведение Комитета. Процент рецидивов был очень велик: в Москве он превышал 30 %, в Санкт-Петербурге значительно ниже (около 18 %). Нищие третьего разряда подлежали обязательным работам как в работном доме петербургского Комитета, так и в работном доме московского Комитета (см. Работные дома в России), где, к сожалению, преступные и непреступные нищие содержались вместе (с разделением лишь по полу и отделением малолетних). Одни из нищих 3-го разряда предаются Комитетом суду мировых судей, другие — столичных мещан и ремесленников — препровождаются в сословные управы для принятия, в отношении их, указанных в законе исправительных мер, третьи — преимущественно крестьяне — отправлялись в распоряжение их обществ; неисправимые рецидивисты и закоренелые в бродяжничестве и прошении милостыни передавались в распоряжение столичной полицейской власти.

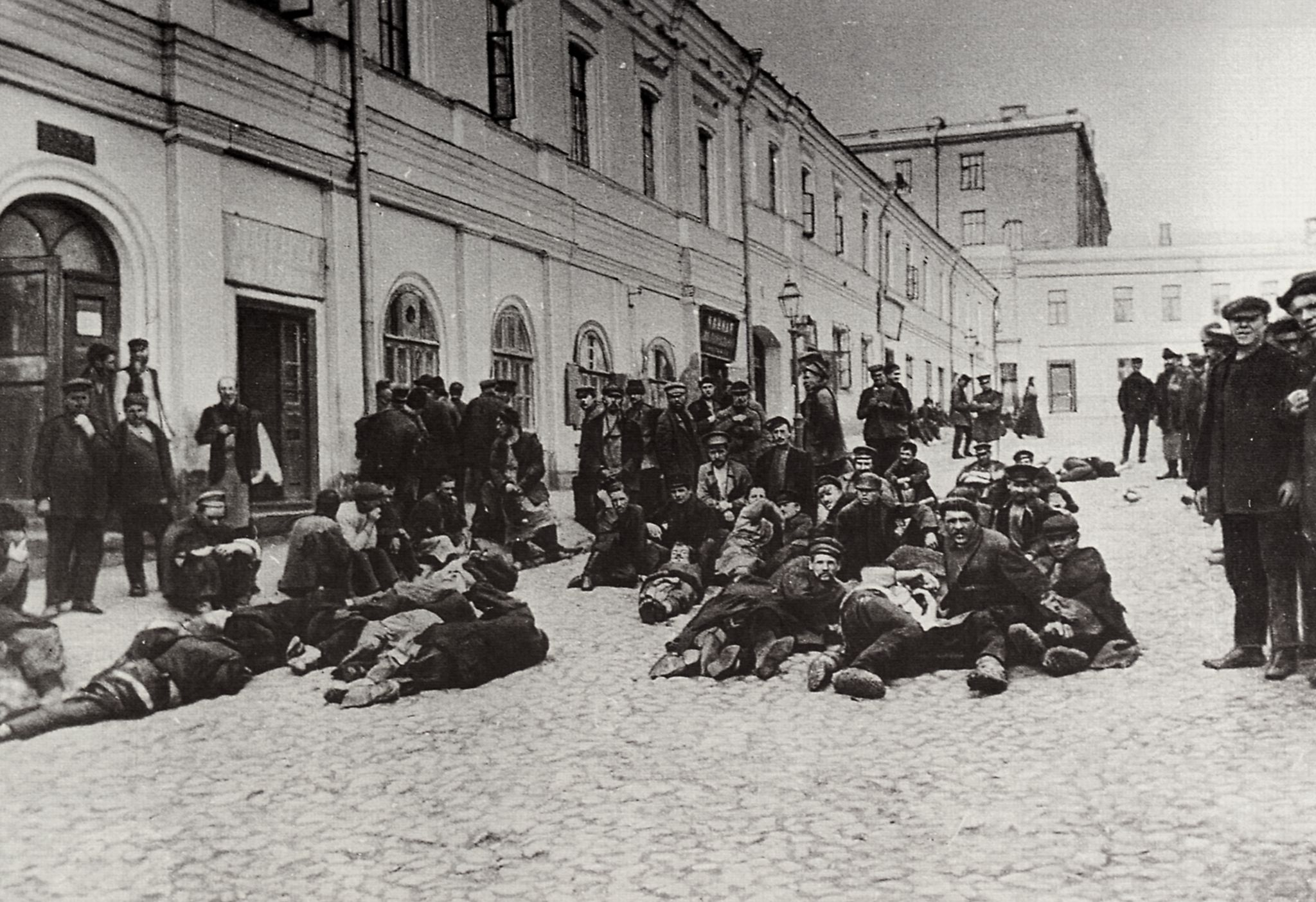
Обитатели ночлежек на Хитровской площади у дома Ярошенко, Москва, 1904.

В 1886 году в Москве из 2340 человек, задержанных в прошении милостыни, московский Комитет отнес к I разряду 127 человек, ко II — 1272, к III — 530 и к IV — 411 человек; из 811 человек, задержанных в Москве в 1888 году, московский К. отнес к I разряду 319 человек, ко II — 134, к III — 172 и к IV — 186 человек. Из 5597 нищих, задержанных в Петербурге в 1892 году, Комитет для разбора и призрения нищих причислил к I разряду 1016 человек, ко II — 1588, к III — 1044 и к IV — 2056 человек. Из них 3775 человек столичный Комитет отдал на поручительство родных и сторонних лиц; 362 человека отправлены на родину за счет организации или этапным порядком; 426 человек препровождены в петербургскую мещанскую, ремесленную и охтенскую пригородную управы; 115 человек переданы в распоряжение градоначальника Петербурга, а 941 преданы мировому суду.
Меры призрения, оказываемые Комитетами для разбора и призрения нищих непреступным нищим, заключаются в исходатайствовании им вида на жительство, в помещении в богадельни, в поиске работы, в снабжении одеждой, бельем, обувью и, иногда, деньгами. 
В 1892 году Комитетом Петербурга выдано вещей на 3339 рублей, а помощь деньгами, со включением издержек по отправке на родину и в другие места, была оказана в сумме 505 рублей. 
Меры, принимаемые Комитетами в видах предупреждения нищенства, выражаются в воспитании и призрении детей. Столичный Комитет в 1870 году учредил два училища: ремесленное для мальчиков и рукодельное для девочек. К 1 января 1893 года в этих училищах было 49 мальчиков и 39 девочек. Также петербургский Комитет располагал еще двумя «отделениями для бесприютных детей», в которые дети принимаются за смертью родителей, за неизвестной отлучкой их, за крайней бедностью и по другим причинам. За счет Комитета Петербурга воспитывались еще дети в учреждениях Санкт-Петербургского воспитательного дома (94 человека) и в приюте принцессы Евгении Максимилиановны Ольденбургской (30 человек), а всего за счет Санкт-Петербургского Комитета воспитывалось в 1892 году 394 ребёнка, большей частью круглых сирот. 

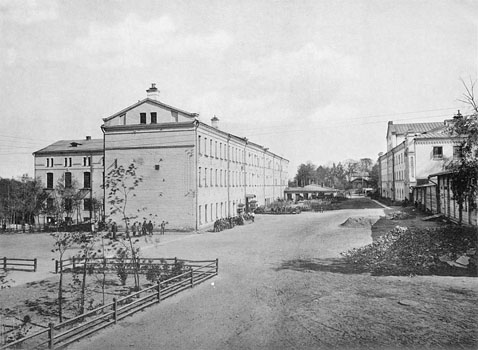
Сокольническое отделение работного дома и дома трудолюбия. Контора, мастерские и помещения для призреваемых Москвы

В 1880 году Санкт-Петербургский Комитет для разбора и призрения нищих учредил лечебницу для приходящих, на пособие которой Санкт-Петербургская городская дума отпускала ежегодно 900 рублей; при лечебнице работали безвозмездно 32 врача; в 1892 году пациентов в лечебнице было 3180 человек, а число посещений составило 8380. 
Московским Комитетом были учреждены: женская богадельня, под названием «слабого женского отделения» (на 22 человека); мужская богадельня, под названием «слабого мужского отделения» (на 20 человек); больница и богадельня в селе Тихвинском, Бронницкого уезда Московской губернии (на 25 человек); долгоруковское ремесленное училище для нищих мальчиков (на 30 человек) и бесплатная школа для крестьянских детей в селе Тихвинском. 
Источниками доходов для Комитета служат: 1) добровольные пожертвования, 2) пособия столичных дум (приблизительно 25000 рублей ежегодно) и государственного казначейства. 
В 1892 году доходы петербургского Комитета для разбора и призрения нищих, составили до 52038 рублей, а израсходовано было 57283 рубля; к 1 января 1893 года осталось неприкосновенных капиталов 269.081 рублей. На продовольствие призревавшихся в доме столичного комитета нищих было израсходовано в 1892 году 6937 руб. (на каждого около 10 копеек в сутки); на продовольствие содержавшихся в больнице Комитета (в сутки средним числом 16 человек) израсходовано было 2117 рублей. 
Число нищих, ежегодно задерживавшихся в столицах, как видно из дел Комитетов для разбора и призрения нищих, то увеличивалось, то уменьшалось, в зависимости от большего или меньшего наплыва из разных мест Российской империи людей, ищущих работы или рассчитывающих на столичную благотворительность. Вообще, уменьшения числа нищих в столицах следовало, по официальному заявлению петербургского Комитета, ожидать от разрешения возбужденных вопросов о мерах к предупреждению нищенства повсеместно в Империи и о призрении нищих в местах их оседлости обществами, к которым они принадлежали. 
Высочайше утвержденный 29 января 1892 года положением комитета министров Московский Комитет для разбора и призрения нищих был упразднён, и все дела и средства его (за исключением права на постановку кружек для сбора пожертвований) были переданы в ведение Московской городской думы, при которой образовано особое для разбора и призрения нищих присутствие. Присутствие это, в состав которого, кроме городских представителей и члена местной столичной полиции, входили и представители московского губернского земства, руководствовалось теми же правилами, которые преподаны были московскому Комитету. Тем же законом 29 января 1892 года поставлен на очередь вопрос об учреждении, при содействии столичной думы, работного дома при Санкт-Петербургском Комитете для разбора и призрения нищих.
28 декабря 1903 года Санкт-Петербургский Николаевский Комитет для разбора и призрения нищих был упразднён, а его функции были возложены на Городское общественное управление.